# Franz Hermann Hegewisch

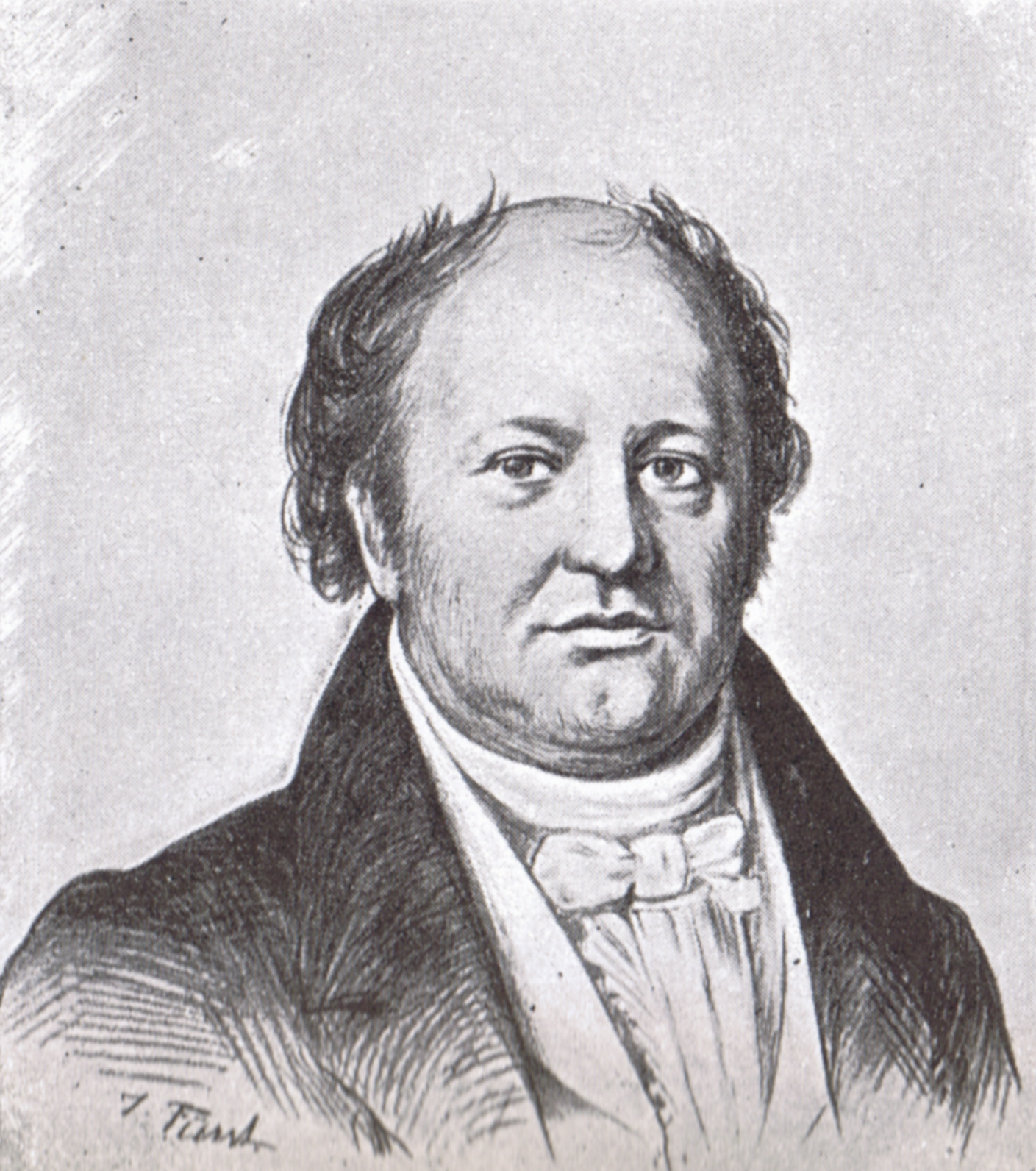
Franz Hermann Hegewisch.

Franz Hermann Hegewisch, född den 13 november 1783 i Kiel, död där den 27 maj 1865, var en tysk publicist, son till Dietrich Hermann Hegewisch.
Hegewisch, som 1809 blev medicine professor i Kiel, utgav bland annat Einige entferntere gründe für ständische verfassung (1816; anonym) och Politische freiheit (1832; under pseudonymen Franz Baltisch), i vilka skrifter han slöt sig till reformpartiet, understödde i dagspressen sin svåger Dahlmanns schleswig-holsteinska politik och var anhängare av Malthus. 